# Gonodonta paraequalis
Gonodonta paraequalis är en fjärilsart som beskrevs av Todd 1959. Gonodonta paraequalis ingår i släktet Gonodonta och familjen nattflyn. Inga underarter finns listade i Catalogue of Life.